# Horní maják Paralepa
Horní maják Paralepa (estonsky: Paralepa alumine tuletorn) stojí na západ od města Haapsalu v kraji Läänemaa v Baltském moři v Estonsku.
Maják je ve správě Estonského úřadu námořní dopravy (Veeteede Amet, EVA), kde je veden pod registračním číslem 471.

## Historie
Maják navádí lodi plující zálivem Haapsalu do přístavu Haapsalu. Společně s Dolním majákem Paralepa tvoří dvojici náběžných majáků.
První majáky ve tvaru čtyřboké pyramidy byly postaveny v roce 1916 a naváděly lodi plující 40 metrů širokým a pět metrů hlubokým koridorem z průlivu Voosi. V roce 1922 byla věž vysoká 27 metrů, světlo ve výšce 27 metrů bylo viditelné do vzdálenosti 8 nm. Maják měl černou barvu a vysílal úzký světelný paprsek (pruh). V roce 1934 byl postaven současný maják, který byl vybaven acetylénovou automatickou lampou. Maják byl vysoký 34 metry. V roce 1980 byl maják připojen k elektrické síti a vybaven osvětlovacím zařízením EMS-210 (ЭMС–210).

## Popis
Válcová železobetonová věž vysoká 34 metry je ukončená ochozem s černou lucernou. Maják má bílou barvu s černým pruhem a černou horní části. Lucerna je vysoká 1,8 metrů. V roce 2008 byla instalována nová LED svítilna.

## Data
zdroj
- výška světla 37 m n. m.
- záblesky bílého světla v intervalu 4 sekund

| Barva                  | bílá      | Zdroj |
| Charakteristika 2+2=4s |           | [ 5 ] |
| Azimut                 | 150°–154° | [ 5 ] |
| Výseč                  | 4°        | [ 5 ] |
| Dosvit nm              | 6         | [ 5 ] |

označení
- Admiralty: C3656.1
- ARLHS: EST-042
- NGA: 12604
- EVA 472